# After Dark (novela)
After Dark (アフターダーク Afutā Dāku?)

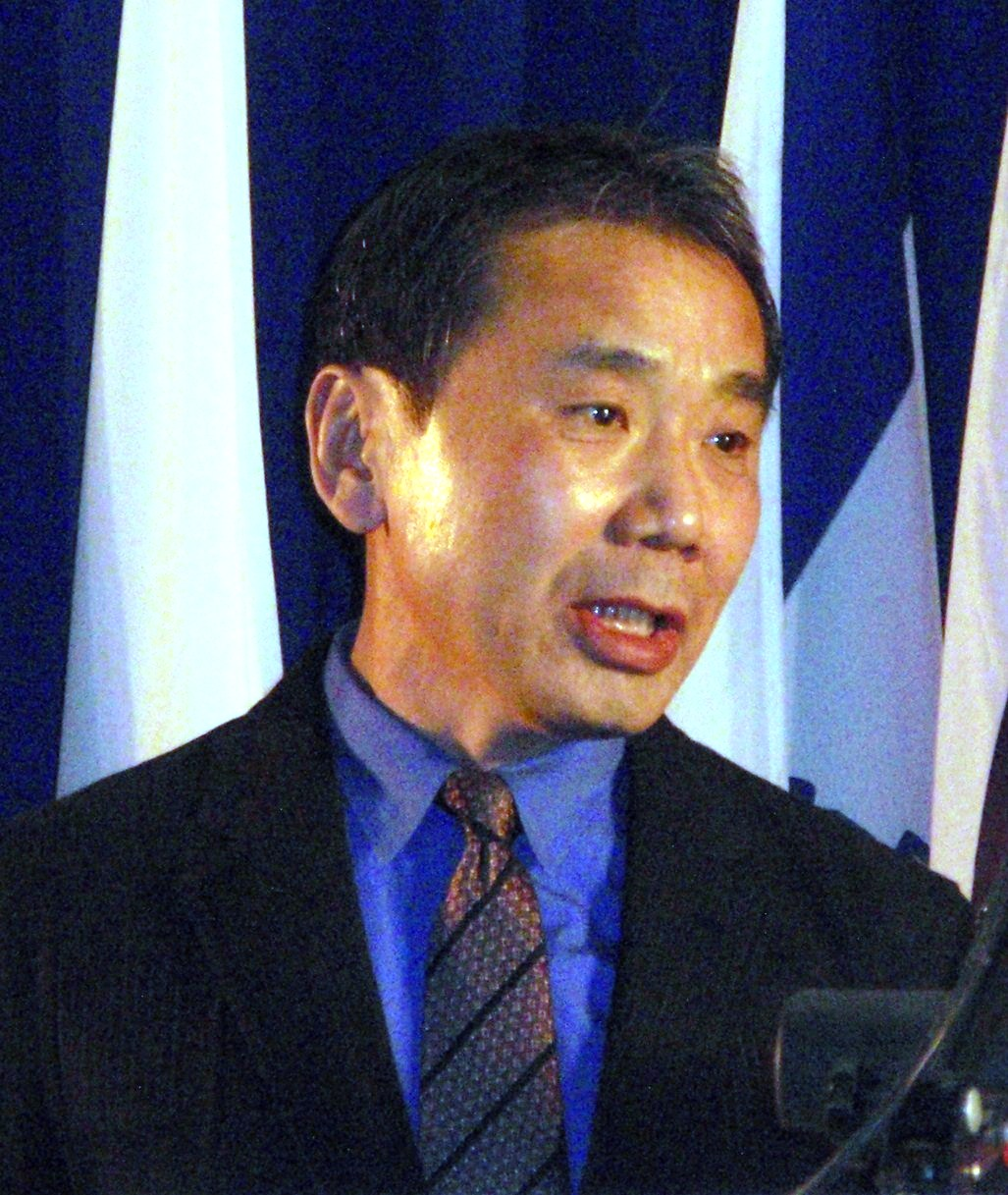
El novelista Japonés Haruki Murakami en 2009.

es una novela del escritor Japonés Haruki Murakami, ganador en 2006 del premio Franz Kafka. 
Fue originalmente publicada en 2004.

## Historia
Eri y Mari son hermanas que se diferencian en algo más que en una sílaba de su nombre. Eri, la mayor, es una belleza que trabaja de modelo. Mari, más poca cosa, es introvertida y buena estudiante. Y entre las dos ha crecido una distancia inabarcable.
Cerca de medianoche, Mari Asai, una chica de 19 años toma un café en un restaurante mientras lee. La noche es larga y no quiere pasarla en su casa. En este lugar se encuentra con Takahashi, estudiante y viejo compañero de su hermana, quien ensaya esa noche con su banda en un local cercano. Mientras, en una habitación, Eri Asai se ha sumido en una dulce inconsciencia; el televisor cobra vida y empieza a distinguirse en la pantalla una imagen perturbadora. Lo más inquietante: el televisor no está enchufado. Entrada la noche, la encargada de un love-hotel pide a Mari que la ayude con una prostituta china que ha sido agredida en una de las habitaciones. Conversando con estos dos personajes Mari descubre que la única manera de ayudar a su hermana está en sus manos.
En la novela cada capítulo comienza con un reloj que indica el momento de la noche en que suceden las acciones. La historia transcurre durante la misma noche. Desde las primeras páginas de la novela se puede apreciar una narrativa semejante a la cinematográfica. Murakami recorre escenarios, tanto de la ciudad de Tokio como de la mente, habitados por personajes solitarios. Reproduce encuentros accidentales que más parecen desencuentros y capta una amenazadora pero difusa sensación de peligro que lo impregna todo.

## Título de la novela
El título de esta novela proviene de la pieza de jazz "Five Spot After Dark", de Curtis Fuller. Esta canción se menciona con la intención de recalcar la coincidencia en los gusto de Mari Asai y Takahashi, justo cuando este pensaba que la conversación se había terminado en el café en el que se encontraron. El momento funciona para explicar por qué surge en el personaje de Takahashi su pasión por la música y por qué su interés por Mari crece.

## Personajes

### Mari Asai
Protagonista de la novela.

### Eri Asai
Hermana mayor de Mari Asai. Trabajaba como modelo y no se sentía bien con su vida.

### Tetsuya Takahashi
Persona intelectual y desaliñada, forma parte de un grupo de jazz donde toca el trombón.
En el desarrollo de la novela muestra algún interés por Mari Asai y se encuentra con ella en varios momentos de la noche. Es huérfano de madre. Su padre estuvo en la cárcel y volvió a casarse. 

### Shirakawa
Hombre misterioso que está relacionado con el incidente en el love hotel. Trabaja en una oficina de Tokio por las noches. 

### Kaoru
Encargada del love hotel. Mujer homosexual, corpulenta, de talla ancha que localiza a Mari Asai durante la noche para que la ayude a descifrar qué pasó en la habitación del hotel la noche de la historia. 

### Komugi
Mujer que trabaja en la recepción del love hotel, además de limpiar las habitaciones. Ayuda a Kaoru a recoger la habitación después del incidente. 

### Kôrogi
Mucama en el love hotel. Lleva 3 años huyendo; en la novela no se especifica de quién. 

### Guo Donli
Inmigrante china que se dedica a la prostitución en Tokio. No habla japonés. Tiene 19 años. Sufre un percance con un cliente y es Mari quien tiene que ayudarla. 

### El Hombre
Encargado de vigilar, ofrecer los servicios y controlar los ingresos de las prostitutas chinas.